# Ligne Mikuni Awara
La ligne Mikuni Awara (三国芦原線, Mikuni Awara-sen) est une ligne ferroviaire de la compagnie Echizen Railway située dans la préfecture de Fukui au Japon. Elle relie la gare de Fukuiguchi à Fukui à celle de Mikuni-Minato à Sakai.

## Histoire
La ligne ouvre par étapes entre 1928 et 1944.

## Caractéristiques

### Ligne
- longueur : 25,2 km
- écartement des voies : 1 067 mm
- nombre de voies : voie unique
- électrification : 600 Vcc
- vitesse maximale : 65 km/h

### Interconnexions
A Fukuiguchi, les trains continuent jusqu'à la gare de Fukui sur la ligne Katsuyama Eiheiji.
A Tawaramachi, la ligne est interconnectée avec la ligne Fukubu du tramway de Fukui. Seules des rames adaptées effectuent des services interconnectés.

### Liste des gares
La ligne comporte 23 gares. 
| Numéro | Gare                   | Nom japonais         | Distance (km) | Correspondances                                      | Localisation |
| ------ | ---------------------- | -------------------- | ------------- | ---------------------------------------------------- | ------------ |
| E3     | Fukuiguchi             | 福井口               | 0             | Echizen Railway : Katsuyama Eiheiji (interconnexion) | Fukui        |
| E24    | Matsumoto Machiya      | まつもと町屋         | 1,0           |                                                      | Fukui        |
| E25    | Nishi-Betsuin          | 西別院               | 1,6           |                                                      | Fukui        |
| E26    | Tawaramachi            | 田原町               | 2,1           | Tramway de Fukui : Fukubu (interconnexion)           | Fukui        |
| E27    | Fukudaimae-Nishi-Fukui | 福大前西福井         | 2,8           |                                                      | Fukui        |
| E28    | Nikkakagaku-Mae        | 日華化学前           | 3,6           |                                                      | Fukui        |
| E29    | Yatsushima             | 八ツ島               | 4,2           |                                                      | Fukui        |
| E30    | Nittazuka              | 新田塚               | 4,9           |                                                      | Fukui        |
| E31    | Nakatsuno              | 中角                 | 5,9           |                                                      |              |
| -      | Jin'ai-Ground-Mae      | 仁愛グランド前       | 7,3           |                                                      |              |
| E32    | Washizuka-Haribara     | 鷲塚針原             | 8,1           |                                                      |              |
| E33    | Taromaru Angelland     | 太郎丸エンゼルランド | 9,2           |                                                      | Sakai        |
| E34    | Nishiharue Heartpia    | 西春江ハートピア     | 10,1          |                                                      | Sakai        |
| E35    | Nishinagata Yurinosato | 西長田ゆりの里       | 11,7          |                                                      | Sakai        |
| E36    | Shimohyogo Kofuku      | 下兵庫こうふく       | 13,6          |                                                      | Sakai        |
| E37    | Ōzeki                  | 大関                 | 15,4          |                                                      | Sakai        |
| E38    | Honjō                  | 本荘                 | 17,4          |                                                      | Awara        |
| E39    | Banden (ja)            | 番田                 | 18,3          |                                                      | Awara        |
| E40    | Awara-Yunomachi        | あわら湯のまち       | 20,0          |                                                      | Awara        |
| E41    | Mizui                  | 水居                 | 22,0          |                                                      | Sakai        |
| E42    | Mikuni-Jinja           | 三国神社             | 23,4          |                                                      | Sakai        |
| E43    | Mikuni                 | 三国                 | 24,2          |                                                      | Sakai        |
| E44    | Mikuni-Minato          | 三国港               | 25,2          |                                                      | Sakai        |